# ミツバチ声薬
ミツバチ声薬（みつばちせいやく）とはhoneybeeから販売されている人気声優を起用してリリースされるCDシリーズの総称である。

## 概要
テーマは「心の処方箋」。声を心の処方箋とみたてている。

それぞれの心のケアの分野別にCDがリリースされ、励ましたり、時には叱ったり等の囁きがそれぞれの研究員ごと、或いは研究員合同で収録されている。
「声には、心へ直接効用を与えることができる力がある」と方針を掲げ、視聴者の心に元気、安らぎ、癒し、温もりなどを与えることを目的に製作されている。

## リリースCD
- 『ハートエイド』 発売日：2008年2月29日

キャスト：緑川光・石田彰
コンセプト：悩み・心の傷などに、聴覚から元気や癒しを与える。
- 『プンケルD』 発売日：2008年6月27日

キャスト：森川智之・保志総一朗
コンセプト：やる気を消失してしまった心へ一喝し、気合を与える。
- 『シカリンA』 発売日：2008年7月25日

キャスト：置鮎龍太郎・諏訪部順一
上記の、『プンケルD』よりも更にやる気の消失された心へ向けてのもの。
- 『Quntax』 発売日：2008年8月29日

キャスト：遊佐浩二・鈴村健一
- 『悶悶打破』 発売日：2008年9月26日

キャスト：鳥海浩輔・谷山紀章
- 『スリムナール』 発売日：2008年10月31日

キャスト：宮野真守・中村悠一
- 『フロスキン』 発売日：2008年11月28日

キャスト：平川大輔・小野大輔
- 『強烈若様』 発売日：2008年12月5日

キャスト：若本規夫
- 『ハートエイドプラス』 発売日：2009年1月30日

キャスト：神谷浩史・浪川大輔

## スタッフ
- 『ハートエイド』、『プンケルD』、『シカリンA』
  - シナリオ：ゆうま
  - イラスト：けら
  - BGM：作曲：Lisa-rec.net　編曲：来兎